# Emilio Argüeso Torres
Emilio Argüeso Torres (Alacant, 20 de febrer de 1969) és un polític valencià, diputat a les Corts Valencianes en la IX Legislatura, i Secretari Autonòmic de Seguretat i Emergències de la Generalitat Valenciana de juliol a desembre de 2024, sota la presidència de Carlos Mazón, moment en què es produïren les inundacions relacionades amb la Gota Freda d'aquella tardor.

## Biografia
És llicenciat en dret, periodisme i criminologia, té un màster Universitari en Ciències Forenses. A finals de la dècada de 1980 fou secretari general de Nuevas Generaciones del Partit Popular (PP) d'Elx, però abandonà el grup per ingressar a les Joventuts Socialistes del País Valencià el 1990-1991. Després ingressà a la Guàrdia Civil, però l'abandonà per a ingressar en la Policia Local d'Archena i Totana, on el 2009 tornà a les files del PP i en formaria part de l'executiva fins al 2011. El 2012 tornà a Elx i optà a la secretaria local del PP però hi fou rebutjat. Un temps després ingressà a Ciudadanos, del qual fou nomenat delegat territorial a Múrcia.
Fou elegit diputat a les Eleccions a les Corts Valencianes de 2015 com a número dos de la llista de Ciudadanos a Alacant. Fou vicepresident de la Comissió de Coordinació, Organització i Règim de les Institucions de la Generalitat, secretari primer de la Comissió de Reglament i de la Comissió d'Estatut dels Diputats i les Diputades de les Corts Valencianes. Fou nomenat secretari primer de les Corts Valencianes.
No optà a la reelecció al 2019 i fou elegit senador per designació de les Corts al Senat espanyol. El 2021, en el marc de la crisi interna de Ciutadans, abandonà el partit i va passar al grup mixt de la cambra baixa fins al 2023. Es considera que Argüeso fou responsable de la desestabilització i trencament del grup parlamentari de Ciutadans a les Corts en la X Legislatura.
Argüeso s'integrà en el Govern valencià presidit per Carlos Mazón (PP) amb Vox i el juliol del 2023 com a secretari autonòmic del Sistema Sociosanitari de la Conselleria de Serveis Socials, Igualtat i Habitatge. Quan Vox abandonà el Govern valencià, esdevingué secretari de Seguretat i Emergències de la Generalitat Valenciana. Fou un dels responsables de la gestió de la gota freda de 2024 al País Valencià la qual causà centenars de morts. Poc després va ser destituït del càrrec acusat de no haver estat disponible durant l'episodi catastròfic.